# Журналист (площад в София)
Площад „Журналист“ е площад в Софийския централен квартал „Лозенец“. Обграден е от улиците „Архитект Йордан Миланов“, „Елин Пелин“ и „Цанко Церковски“ и булевард „Христо Смирненски“.
Той е един от най-старите площади в София. В началото на XX век тук е бил разположен Журналистическият квартал, откъдето идва и самото име на този площад.

## История
Площадът многократно променя имената си:
- Площад „Княгиня Евдокия“ (до 1944 г.): Първоначално площадът носи името на княгиня Евдокия Българска, дъщеря на цар Фердинанд и Мария-Луиза.
- Площад „Руен“ (след 1944 г.): След политическите промени през 1944 г. площадът за кратко е преименуван на името на една от пресичащите го улици.
- Площад „Йорданка Чанкова“ (след Втората световна война): В чест на партизанката от Втора софийска бригада площадът приема нейното име.
- Площад „Йорданка Николова“ (1957 г.): Поради политически обстоятелства, свързани със съпруга на Йорданка Чанкова, Георги Чанков, името е променено на бащиното ѝ име – Николова.
- Площад „Журналист“ (след 1989 г.): След демократичните промени през 1989 г. площадът получава настоящото си име, отразяващо историята на района като център на Журналистическия квартал.[2]

## Транспорт
През площада минават 4 трамвайни линии на спирка „Пл. Журналист“, включвайки трамваите 10, 12, 15 и 18. Спирката е последна за линиите 12 и 18. Недалеч се намират метростанциите „Стадион „Васил Левски“ и „Св. Патриарх Евтимий“.